# 299134 Moggicecchi
299134 Moggicecchi è un asteroide della fascia principale. Scoperto nel 2005, presenta un'orbita caratterizzata da un semiasse maggiore pari a 2,5372880 au e da un'eccentricità di 0,0960192, inclinata di 2,43194° rispetto all'eclittica.
L'asteroide è dedicato al mineralogista italiano Vanni Moggi Cecchi.